# Eric Rowe
(en) Statistiques sur pro-football-reference
Eric Rowe, né le 3 octobre 1992 à Cleveland (Ohio), est un joueur américain de football américain évoluant au poste de cornerback pour les Panthers de Carolina. Il fut repêché par les Eagles de Philadelphie durant le 2e tour de la draft 2015 de la NFL.

## Carrière universitaire
En 2011, Rowe rejoint l'université de l'Utah et l'équipe des Utes de l'Utah, il y jouera jusqu'en 2014.
Il devient le safety titulaire de l'équipe dès sa première année. Il démarre alors la totalité des 13 matchs, réalisant 69 plaquages, une interception et un sack. L'année suivante, Rowe joue 10 matchs et en manque deux, dû à une blessure. Il obtient 64 plaquages et une interception. Au cours de sa troisième année, il participe à 12 matchs, finissant avec un total de 69 plaquages et 0,5 sack. Avant sa dernière saison, Rowe est déplacé au poste de cornerback. Il démarre 10 matchs sur les 12 et enregistre 59 plaquages et une interception. Au total, lors de ses quatre années universitaires, Eric Rowe aura démarré 45 matchs sur 47, réalisé 261 plaquages, 3 interceptions et 1,5 sacks.

## Carrière professionnelle

### Eagles de Philadelphie
Rowe fut sélectionné par les Eagles de Philadelphie avec le 47e choix dans le 2e tour de la draft 2015 de la NFL. Il signe alors un contrat de 4 ans, le 14 mai 2015.
Il participe avec les Eagles aux 16 matchs, au cours desquels il réalise 31 plaquages et une interception.

### Patriots de la Nouvelle-Angleterre
Le 7 septembre 2016, Rowe est échangé en destination des Patriots contre un choix de draft conditionnel. Il émerge alors en tant que cornerback numéro 2 et 3, effectuant une rotation avec son coéquipier Logan Ryan. Il est limité à 9 matchs dont 7 en tant que titulaire durant la saison régulière dû à une blessure. Il enregistre alors 26 plaquages, 7 passes défendues et une interception. Remis de sa blessure, il participe aux 3 matchs de playoffs durant lesquels il réalise 11 plaquages et une interception. Il gagne, le 5 février 2017, le Super Bowl LI contre les Falcons d'Atlanta,.